# Cratere Coniraya
Coniraya  è un cratere sulla superficie di Cerere.